# San Salvador de Parga
Parga (llamada oficialmente San Salvador de Parga) es una parroquia española del municipio de Guitiriz, en la provincia de Lugo, Galicia.

## Organización territorial
La parroquia está formada por dieciséis entidades de población:

## Otras denominaciones
La parroquia también es conocida por los nombres de San Salvador  y El Salvador de Parga.

### Entidades de población
Entidades de población que forman parte de la parroquia:
- Bascuas
- Cando (O Cando)
- Casal
- Enfostela (Enfestela)
- Hermida (A Ermida)
- Locencia
- Mámoa (A Mámoa)
- Mirón
- Pereira
- Revixoso
- Samesode
- Seixo (O Seixo)
- Teixidos (Os Teixidos)
- Vigo
- Vilaverde

### Despoblado
Despoblado que forma parte de la parroquia:
- Casanova (A Casanova)

## Demografía
| Gráfica de evolución demográfica de Parga entre 2000 y 2020 |
|                                                             |
| Datos según el nomenclátor publicado por el INE.            |